# Heteranomia
Heteranomia (dekschelpen) is een monotypisch geslacht van tweekleppigen uit de familie van de Anomiidae.

## Soort
- Heteranomia squamula (Linnaeus, 1758) (Schilferige dekschelp)